# Persone di nome Carlo/Attori
| Questa pagina contiene informazioni ricavate automaticamente dalle voci biografiche con l'ausilio del template Bio e di un bot. L'aggiornamento è periodico e automatico e ricostruisce completamente la pagina. Se manca una persona in questa lista, sei pregato di non aggiungerla, ma accertati piuttosto che la sua voce biografica contenga il template Bio e che i dati anagrafici siano correttamente compilati. Se il template Bio manca, inseriscilo tu stesso o, in alternativa, metti l'avviso {{tmp\|Bio}} che ne segnala la mancanza. Se i dati riportati sono sbagliati, correggi direttamente la voce biografica; le modifiche saranno visibili in questa lista entro pochi giorni. Per chiarimenti vedi il progetto antroponimi. La lista contiene solo le 71 persone che sono citate nell'enciclopedia e per le quali è stato implementato correttamente il template Bio. Pagina aggiornata al 22 giu 2025. |

Questa è una lista di persone presenti nell'enciclopedia che hanno il nome Carlo e sono attori.

## A(4)
- Carlo Aldini, attore e produttore cinematografico italiano (Pieve Fosciana, n. 1894 - Bologna, † 1961)
- Carlo Alighiero, attore, doppiatore e regista teatrale italiano (Ostra, n. 1927 - Roma, † 2021)
- Carlo Angeletti, attore italiano (Roma, n. 1950)
- Carlo Artuffo, attore italiano (Asti, n. 1885 - Trofarello, † 1958)

## B(7)
- Carlo Bagno, attore italiano (Lendinara, n. 1920 - Milano, † 1990)
- Carlo Belmondo, attore e cantante italiano (Reggio Calabria, n. 1982)
- Carlo Benetti, attore e produttore cinematografico italiano (Firenze, n. 1885 - Roma, † 1949)
- Carlo Berretta, attore italiano (Palermo, n. 1966)
- Carlo Boso, attore e regista italiano (Vicenza, n. 1946)
- Carlo Briani, attore e produttore televisivo italiano (Stra, n. 1955)
- Carlo Buccirosso, attore e regista teatrale italiano (Napoli, n. 1954)

## C(10)
- Carlo Campanini, attore italiano (Torino, n. 1906 - Roma, † 1984)
- Carlo Caprioli, attore italiano (Roma, n. 1972)
- Carlo Cartier, attore italiano (Modica, n. 1951)
- Carlo Cascone, attore e conduttore televisivo italiano (Treviso, n. 1976)
- Carlo Cataneo, attore e doppiatore italiano (Milano, n. 1930 - Milano, † 2005)
- Carlo Cattaneo, attore e regista italiano
- Carlo Cecchi, attore e regista teatrale italiano (Firenze, n. 1939)
- Carlo Cerciello, attore e regista italiano (Napoli, n. 1951)
- Carlo Colombo, attore italiano (Parabiago)
- Carlo Croccolo, attore e doppiatore italiano (Napoli, n. 1927 - Castel Volturno, † 2019)

## D(6)
- Carlo D'Angelo, attore e doppiatore italiano (Milano, n. 1919 - Bologna, † 1973)
- Carlo Dapporto, attore italiano (Sanremo, n. 1911 - Roma, † 1989)
- Carlo De Mejo, attore italiano (Roma, n. 1945 - Roma, † 2015)
- Carlo De Ruggieri, attore italiano (Roma, n. 1971)
- Carlo Delle Piane, attore italiano (Roma, n. 1936 - Roma, † 2019)
- Carlo Duse, attore, regista e sceneggiatore italiano (Udine, n. 1898 - Roma, † 1956)

## E(1)
- Carlo Enrici, attore italiano (Torino, n. 1924 - Torino, † 2018)

## F(2)
- Carlo Fabiano, attore e regista italiano (Cosenza, n. 1989)
- Carlo Ferreri, attore e regista italiano (Catania, n. 1973)

## G(7)
- Carlo Gabardini, attore, scrittore e comico italiano (Milano, n. 1974)
- Carlo Gaddi, attore italiano (Città del Vaticano, n. 1936 - Roma, † 1977)
- Ben Gazzara, attore e regista statunitense (New York, n. 1930 - New York, † 2012)
- Carlo Giordana, attore italiano (Nereto, n. 1945 - Milano, † 2020)
- Carlo Giuffré, attore e regista teatrale italiano (Napoli, n. 1928 - Roma, † 2018)
- Carlo Giustini, attore italiano (Viterbo, n. 1916 - Roma, † 2005)
- Carlo Gualandri, attore italiano (Roma, n. 1895 - Reggio nell'Emilia, † 1972)

## H(1)
- Carlo Hintermann, attore e doppiatore italiano (Milano, n. 1923 - Acireale, † 1988)

## I(2)
- Carlo Iantaffi, attore e compositore italiano (Roma, n. 1905)
- Carlo Imperato, attore statunitense (New York, n. 1963)

## K(1)
- Carl Steven, attore statunitense (Glendale, n. 1974 - Tucson, † 2011)

## L(2)
- Carlo Lima, attore italiano (Napoli, n. 1935 - Palm Beach, † 2018)
- Carlo Lombardi, attore italiano (Lucca, n. 1900 - Roma, † 1984)

## M(8)
- Carlo Mangiù, attore e drammaturgo italiano (Catania, n. 1930 - Catania, † 2000)
- Carlo Mazzarella, attore e giornalista italiano (Genova, n. 1919 - Roma, † 1993)
- Carlo Mazzoni, attore, giornalista e sceneggiatore italiano
- Carlo Micheluzzi, attore italiano (Napoli, n. 1886 - Venezia, † 1973)
- Carlo Minello, attore italiano (Pisa, n. 1918 - Milano, † 1947)
- Carlo Molfese, attore e impresario teatrale italiano (Brienza, n. 1934)
- Carlo Monni, attore italiano (Campi Bisenzio, n. 1943 - Firenze, † 2013)
- Carlo Mucari, attore italiano (Velletri, n. 1955)

## N(1)
- Carlo Ninchi, attore italiano (Bologna, n. 1896 - Milano, † 1974)

## P(5)
- Carlo Petrangeli, attore italiano (Bagnoregio, n. 1904 - Orvieto, † 1974)
- Carlo Pisacane, attore italiano (Napoli, n. 1889 - Roma, † 1974)
- Carlo Pistarino, attore, cabarettista e autore televisivo italiano (Genova, n. 1950)
- Carlo Presotto, attore e drammaturgo italiano (Venezia, n. 1961)
- Bud Spencer, attore, nuotatore e pallanuotista italiano (Napoli, n. 1929 - Roma, † 2016)

## R(7)
- Carlo Ragone, attore italiano (Salerno, n. 1967)
- Carlo Reali, attore e doppiatore italiano (Padova, n. 1930)
- Carlo Rivolta, attore e regista italiano (Lodi, n. 1943 - Lodi, † 2008)
- Carlo Rizzo, attore italiano (Trieste, n. 1907 - Milano, † 1979)
- Carlo Romano, attore, doppiatore e sceneggiatore italiano (Livorno, n. 1908 - Roma, † 1975)
- Carlo Rossi, attore e regista teatrale italiano (Milano, n. 1955)
- Carlo Rota, attore britannico (Londra, n. 1961)

## S(3)
- Carlo Sabatini, attore e doppiatore italiano (Roma, n. 1932 - Roma, † 2020)
- Carlo Simoneschi, attore e regista italiano (Roma, n. 1878 - Roma, † 1955)
- Carlo Simoni, attore italiano (Fano, n. 1943)

## T(2)
- Carlo Taranto, attore italiano (Napoli, n. 1921 - Napoli, † 1986)
- Leo Brandi, attore, cantante e comico italiano (Napoli, n. 1894 - Napoli, † 1959)

## V(2)
- Carlo Valli, attore, doppiatore e direttore del doppiaggio italiano (Asti, n. 1943)
- Carlo Verdone, attore, comico e regista italiano (Roma, n. 1950)